# Saint Pétrone (Michel-Ange)
Saint Pétrone  est une  statue en marbre réalisée à Bologne par Michel-Ange entre 1494 et 1495 et représentant saint Pétrone évêque de Bologne pour l'arche de Saint Dominique, dans la Basilique San Domenico.

## Description
Saint Pétrone est représenté tenant dans ses mains une maquette de Bologne. 